# P3P
P3P(개인정보보호정책, Platform for Privacy Preferences Project)는 사용자들이 허용하는 정보만 웹 사이트들이 수집할 수 있게 통제하는 도구이다. P3P는 전자상거래 사이트와 방문자 간의 프라이버시 정책에 자동으로 의사소통을 할 수 있게 한다.
P3P는 인터넷 사용자에게 웹 사이트의 프라이버시 보호정책을 전달하는 기준을 제공한다. 사용자는 P3P를 통해 자신이 원하는 프라이버시 수준을 선택하여 웹 사이트에 접속할 수 있다.

## P3P표준
1. P3P웹 브라우징 소프트웨어를 지닌 사용자는 웹 페이지를 요청한다.
2. 웹 서버는 요청된 웹 페이지와 함께 웹 사이트 정책을 간략하게 보내며, 원본 P3P 데이터로의 포인터도 함께 보낸다. 만약 웹 사이트가 P3P호환이 아니면, 어떠한 P3P 데이터도 보내지 않는다.
3. 사용자 웹 브라우징 소프트웨어는 사용자의 프라이버시 조항과 웹 사이트에서 발송받은 조항들을 대조한다. 웹 사이트에 P3P 정책이 없거나 그 정책이 사용자가 수립한 프라이버시 단계와 맞지 않으면, 사용자에게 경고하거나 웹 사이트에서 오는 쿠키들을 거절한다. 이런 상황이 아니라면 웹 페이지는 정상적으로 열린다.

사용자는 서버에 웹 페이지를 요청하고 P3P는 웹 사이트의 프라이버시 정책을 표준 포맷으로 옮겨 프라이버시 정책이 사용자의 관점에 부합하는지를 평가한다.

## 같이 보기
- 인터넷 프라이버시
- 개인정보처리방침
- 추적 금지